# Glyphonycteris sylvestris
Glyphonycteris sylvestris är en fladdermusart som först beskrevs av Thomas 1896.  Glyphonycteris sylvestris ingår i släktet Glyphonycteris och familjen bladnäsor. Inga underarter finns listade i Catalogue of Life.
Denna fladdermus har flera från varandra skilda populationer mellan Mexiko och Brasilien fram till regionen kring Rio de Janeiro. Arten lever i städsegröna skogar i låglandet och vilar i trädens håligheter samt i grottor. Individerna bildar där flockar med upp till 75 medlemmar. Glyphonycteris sylvestris jagar stora insekter samt några frukter.
Arten är den minsta i släktet med en vikt upp till 10 g. Pälsen på ryggen är trefärgad.